# Shichi-Go-San

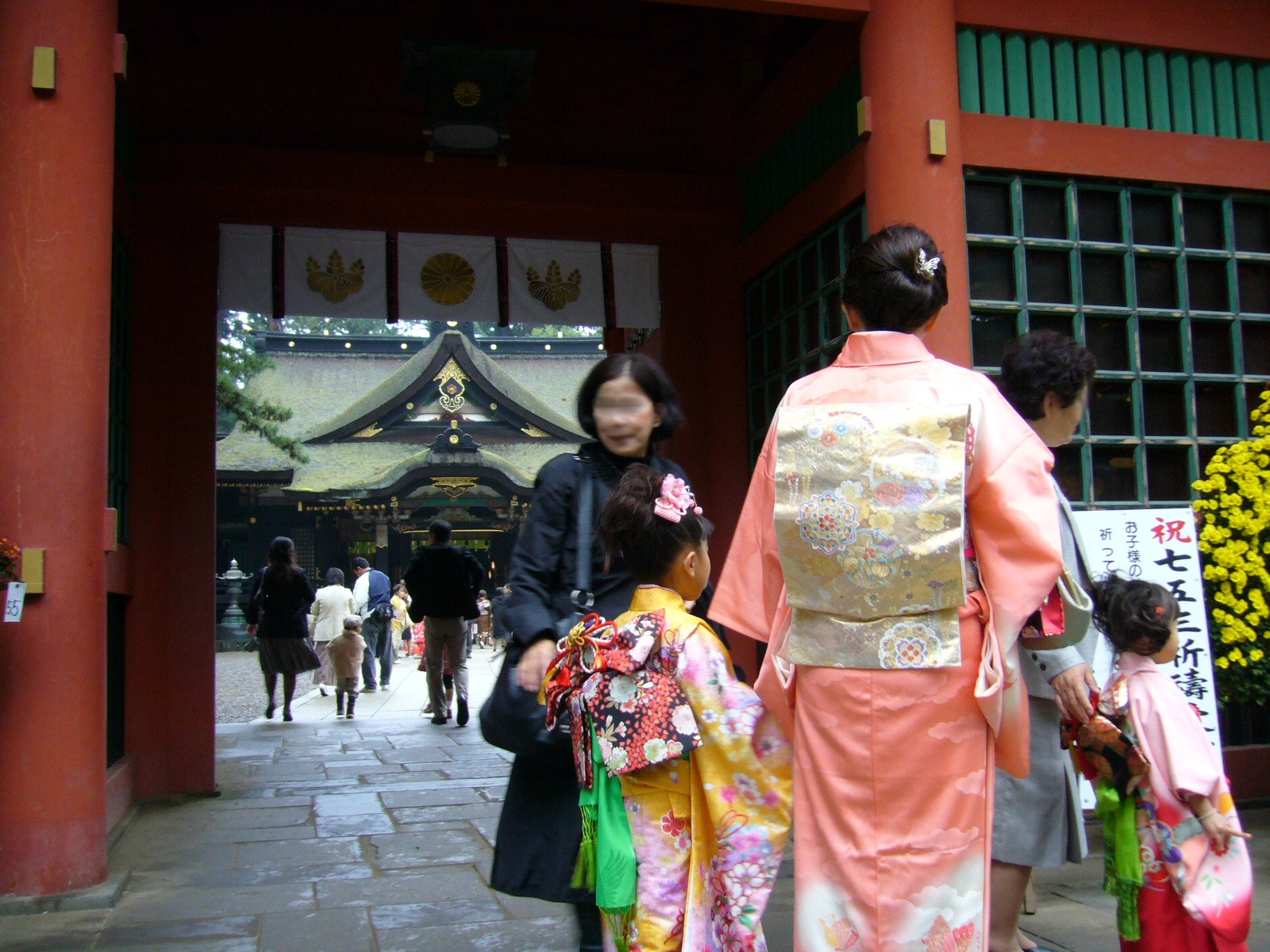
Celebració del Shichi-Go-
San en un santuari de Katori, prefectura de Chiba.

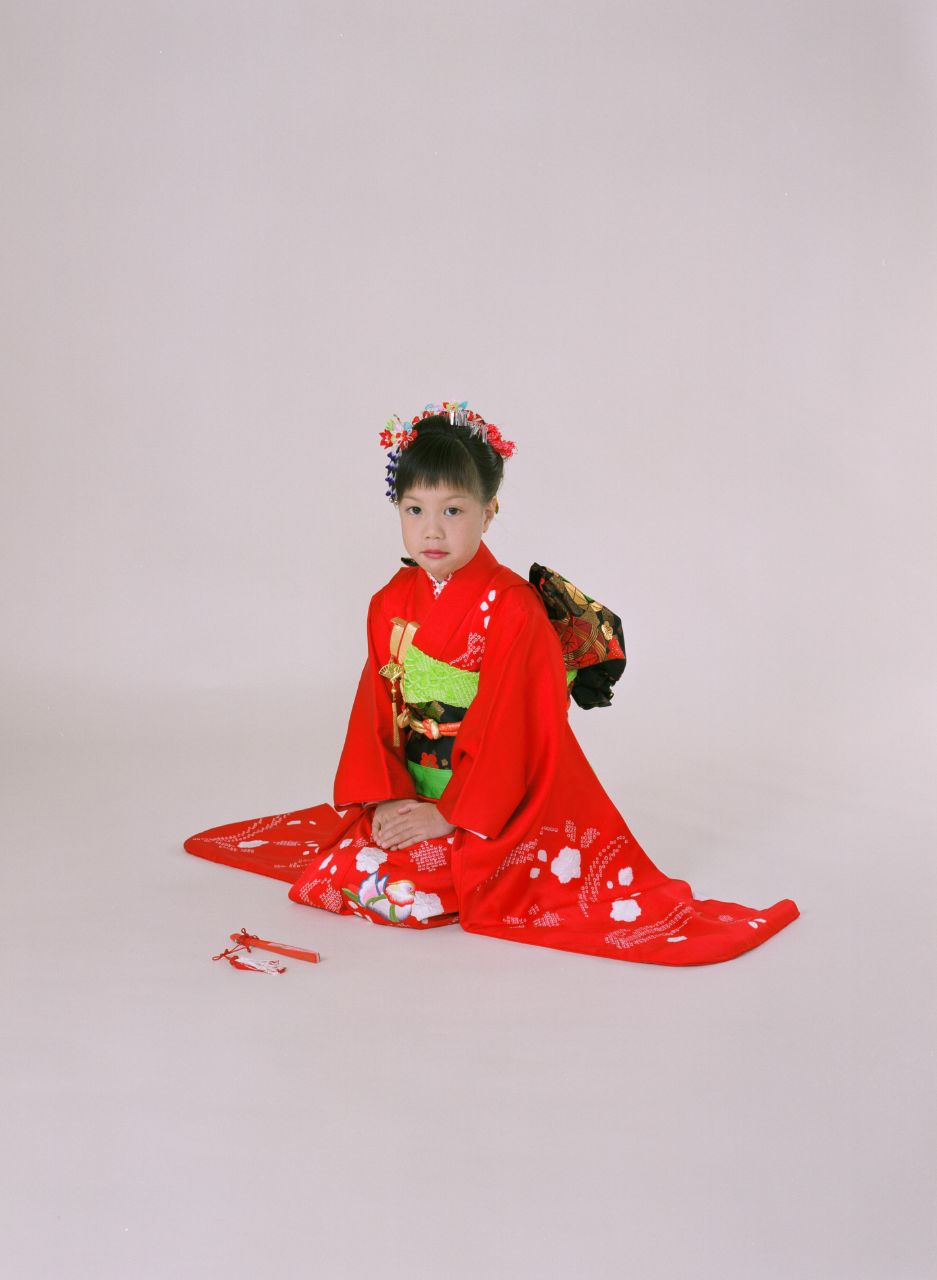

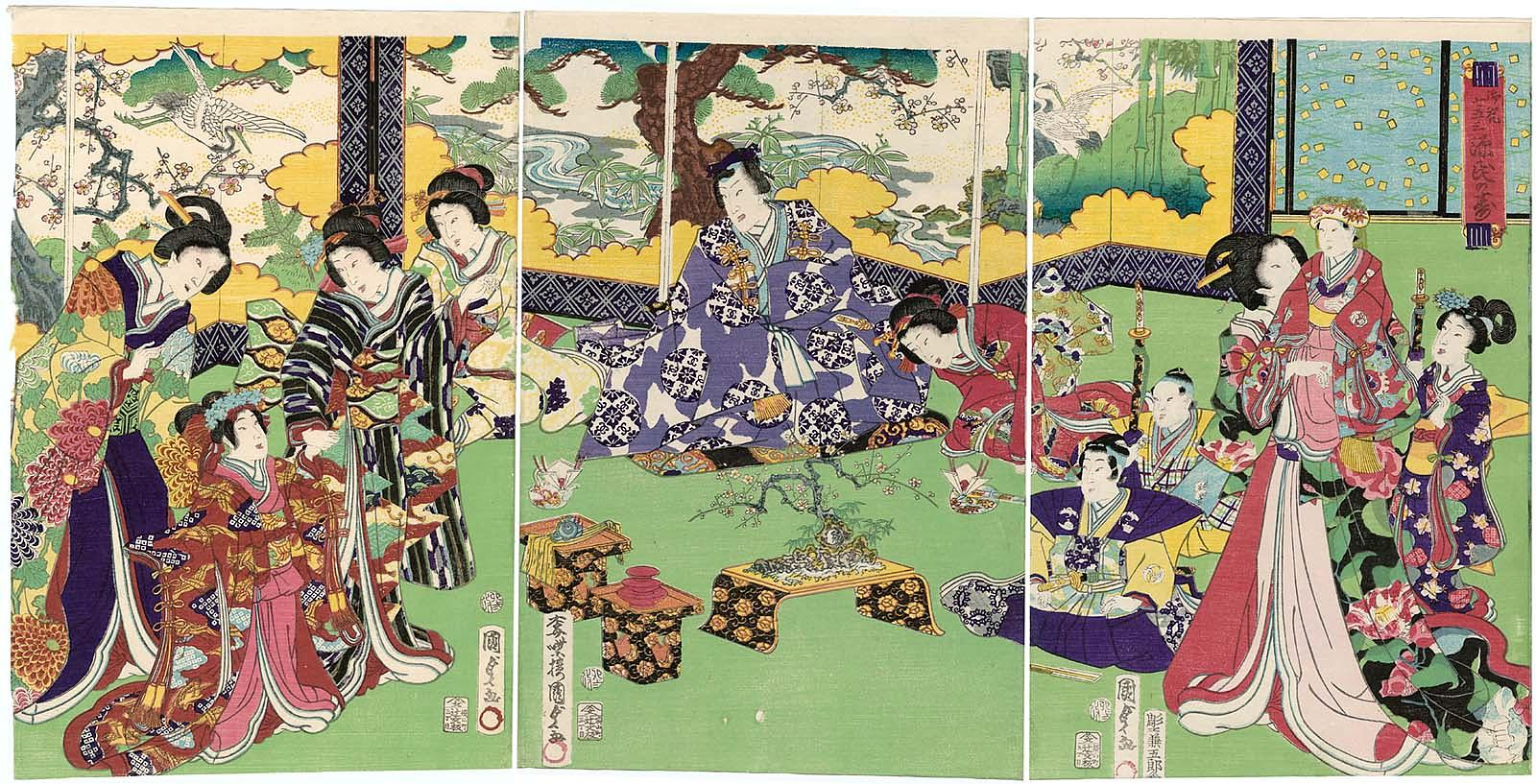
Kunisada

El Shichi-Go-San (七五三, Literalment “set, cinc, tres” en japonès) és una festivitat que té lloc al Japó cada 15 de novembre (se sol celebrar el diumenge més pròxim si no cau en diumenge), i consisteix en un ritu de pas en el qual participen les nenes de 3 i 7 anys i els nens de 3 i 5 anys.

## Generalitats
En aquesta cerimònia els pares vesteixen llurs fills amb vestits tradicionals i els duen als santuaris xintoistes o als temples budistes prop d'on resideixen, a fi de celebrar el ritu, d'expressar gratitud i fer pregàries per a la seguretat i salut continuada dels nens. A vegades s'hi fan banquets formals.
De temps antics, tant els nens com les nenes en arribar a tres anys, duen els cabells curts, i no és fins a la cerimònia formal anomenada kamioki (髪置き) que els és permès de deixar-los créixer. Els nens, a cinc anys, porten per la primera vegada un hakama, en el ritu amomenat hakamagi. Les nenes de set anys, participen en el ritual de l'obitoki (帯解), en què es reemplaça la cinta obi estreta del quimono infantil per una de més ampla.
La data de celebració, el quinzè dia de l'onzè mes, ja era considerada com un dia d'auguri en temps antics, fins que el cinquè shōgun Tokugawa, Tokugawa Tsunayoshi, instaurà una sèrie de ritus per al seu fill Tokumatsu en aquesta data.
Les particularitats sobre el que cada sexe ha de fer a cada edat, així com els noms de les celebracions, varien per regió, condició social i període, però es pot generalitzar com una sèrie de rituals basats en l'edat, que tenen com a fi la celebració de la maduració del nen d'una etapa precària de la infància (幼児 yōji) (amb un alt índex de mortalitat) fins a una etapa estable de la joventut (児童 jidō). Aquesta sèrie de ritus es coneix col·lectivament com el Shichi-Go-San.
A la regió de Kansai existeix un ritual similar anomenat jūsan-mairi (十三参り) en què els nens de 13 anys visiten un temple budista dedicat al bodhisattva Kokūzō. En les zones rurals fan celebracions per a cada any que atenyen els infants.
De l'era Taishōbe ençà, el Shichi-Go-San ha esdevingut una festa important i ha tingut un gran ressò a tot el país.

## Chitoseame
Durant el Shichi-Go-San els nens reben un caramel anomenat Chitoseame (千歳飴, literalment “caramel dels mil anys”). És de color vermell i blanc, de consistència llarga i prima (15 mm de diàmetre x 1 m de llarg); simbolitza i assegura un creixement sa i una longevitat. Aquest confit ve en una bossa amb una gralla i una tortuga, anomenada tsurukame (鶴亀) i representa llarga vida al Japó. Ve embolcallat en un paper d'arròs prim que té una semblança amb el plàstic. És comestible i molt popular entre els nens.